# فرودگاه شهری مدیسون (هند)

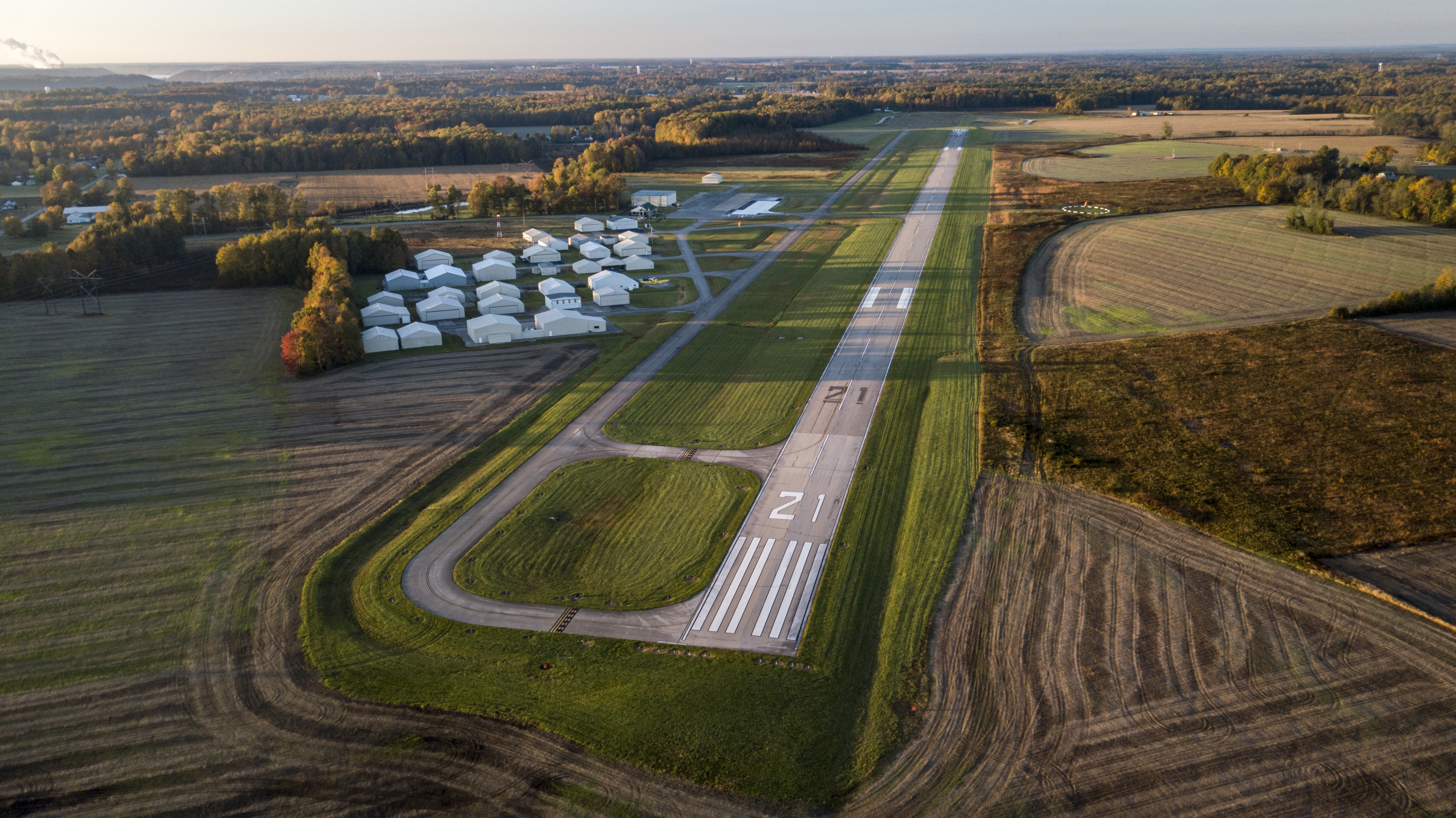
فرودگاه شهری مدیسون

فرودگاه شهری مدیسون (هند) (به انگلیسی: Madison Municipal Airport (Indiana)) یک فرودگاه همگانی بهره‌برداری هوایی با کد یاتا MDN است که یک باند فرود آسفالت دارد و طول باند آن ۱۵۲۴ متر است. این فرودگاه در کشور ایالات متحده آمریکا قرار دارد و در ارتفاع ۲۵۰ متری از سطح دریا واقع شده است.